# 尚佩恩鎮區 (伊利諾伊州尚佩恩縣)
尚佩恩鎮區（英語：Champaign lTownship）是位於美國伊利諾伊州尚佩恩縣的一個行政鎮區。

## 地方資料
根據2010年美國人口普查的數據，尚佩恩鎮區的面積為48.30平方千米，當中陸地面積為48.10平方千米，而水域面積為0.30平方千米。當地共有人口11379人，而人口密度為每平方千米235.59人。